# Sotogordo (Jaén)

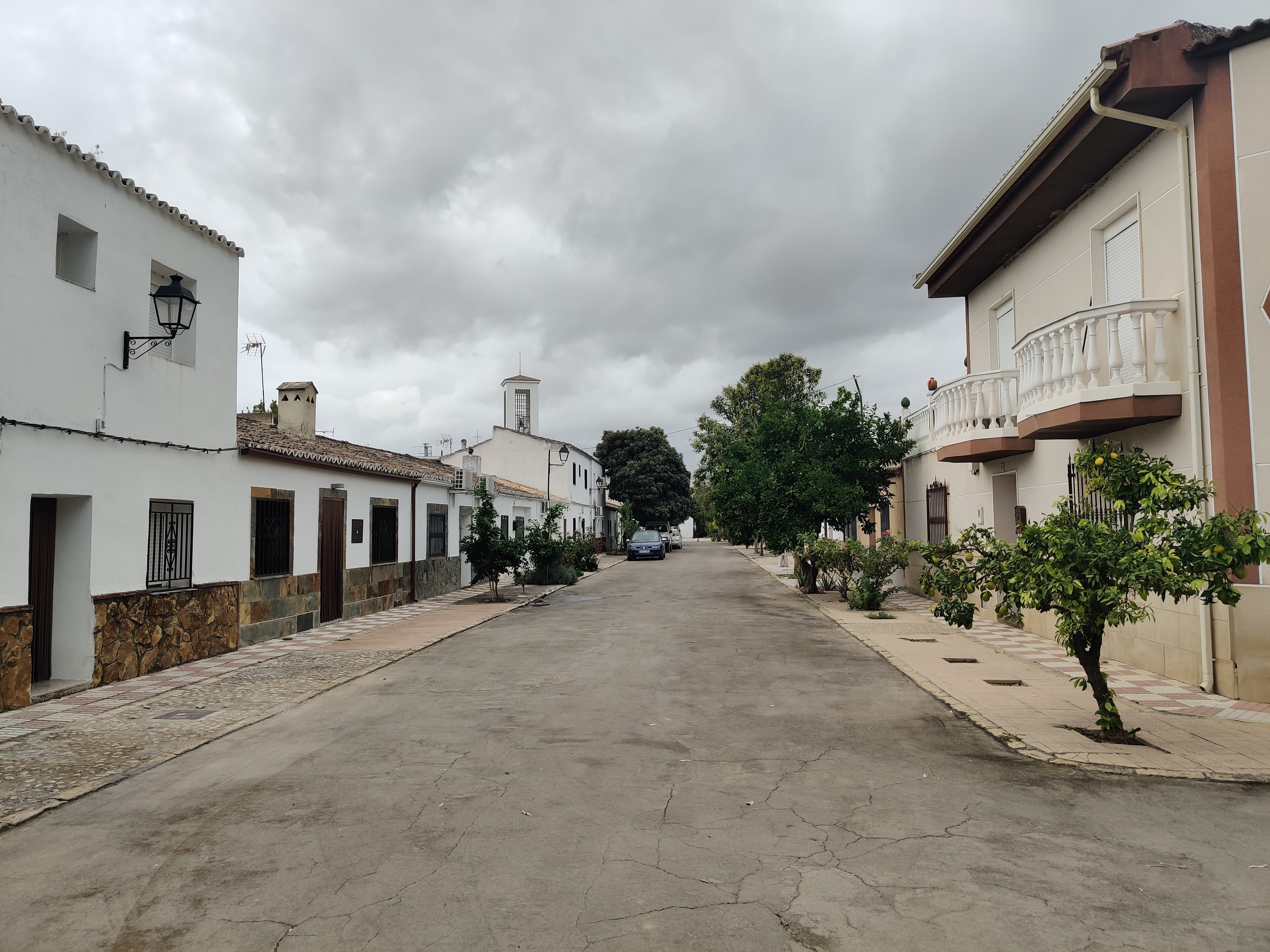
Aspecto de una de las calles de Sotogordo.

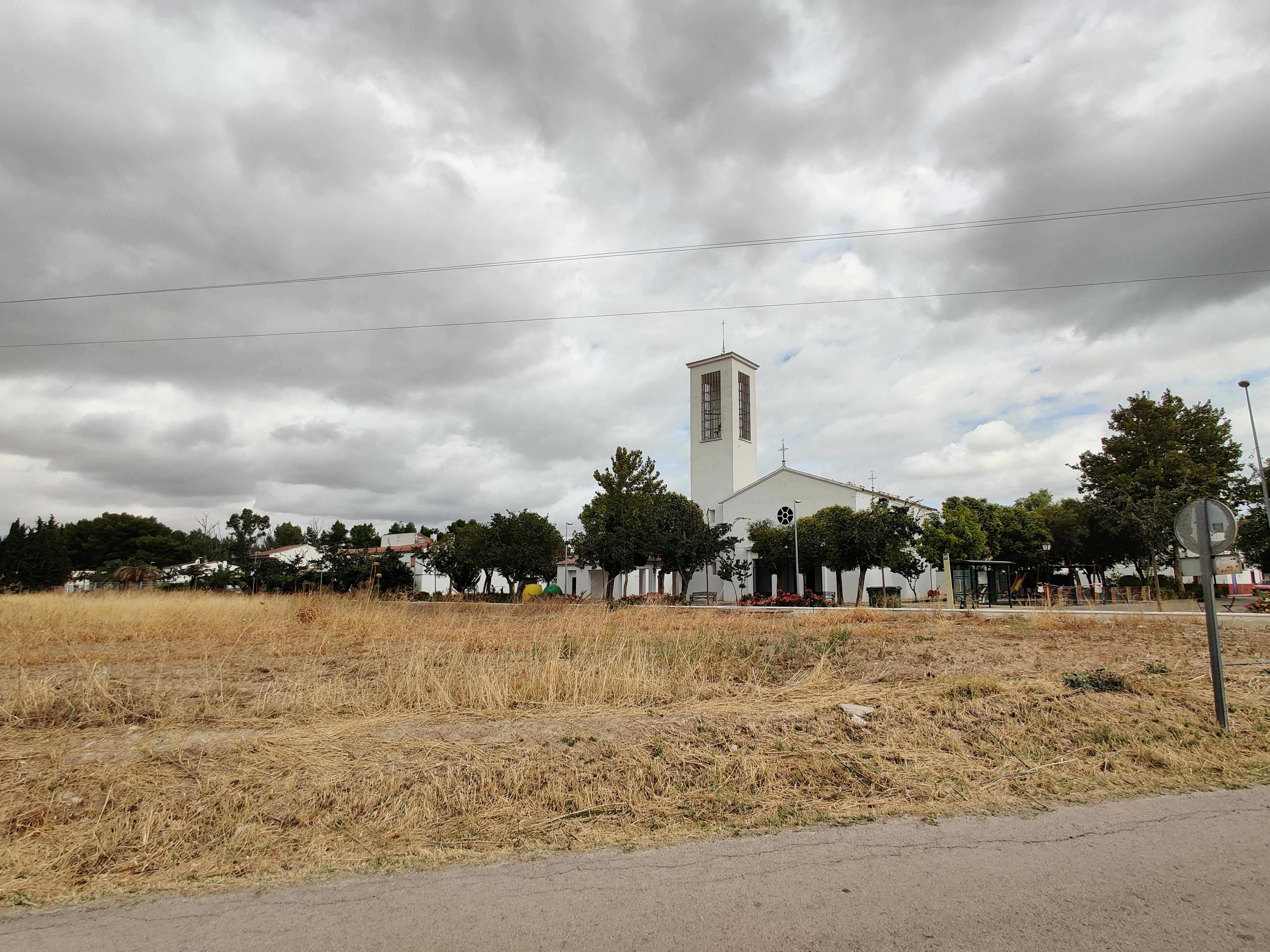
Afueras del poblado de colonización Sotogordo.

Sotogordo es una aldea fundada a mediados del siglo XX como poblado de colonización agraria. Pertenece al municipio de Mancha Real, en la provincia de Jaén (Andalucía, España). Se encuentra a unos 29 km aprox. por carretera de Mancha Real, y a unos 7 km al sureste de Begíjar, muy cerca del paraje natural de Laguna Grande, en la margen izquierda del río Guadalquivir. Cuenta con una población a 1 de enero de 2022 según el INE de 84 habitantes.

## Toponimia
El topónimo «Sotogordo» viene a significar soto (ribera o vega poblada de árboles y arbustos) de gran tamaño («gordo»).

## Historia
El poblado fue fundado a mediados del siglo XX por el Instituto Nacional de Colonización, dentro del Plan Jaén. Pertenecía a la Zona Media el Guadalquivir, junto a poblados de colonización como Vados de Torralba o Campillo del Río, y perseguía fijar la población al medio rural y crear empleo y riqueza poniendo en cultivo de grandes zonas regables, en este caso la vega media del Guadalquivir. Fue dividido en 75 lotes (casa más parcela o pequeño huerto familiar), y repartido entre obreros agrícolas, que era la mano de obra que los terratenientes (de tipo latifundista, que predominaban en gran parte de la provincia de Jaén) precisaban. Aún hoy día se mantiene el gran latifundio en el contorno.
En un estudio llevado a cabo en los años 1980, se concluyó que entre el 50 y el 60 % de los colonos primitivos habían emigrado de Sotogordo.

## Demografía
Evolución de la población
| Gráfica de evolución demográfica de Sotogordo entre 2000 y 2022    |
|                                                                    |
| Población de derecho (2000-2022) según el padrón municipal del INE |

## Cultivos
En el contorno de la aldea destaca, además del predominante olivar, el cultivo del espárrago.

## Festividad de la Virgen del Soto
La aldea celebra la festividad de su patrona, la Virgen del Soto, cada año el primer fin de semana de agosto. Desde el jueves hasta el domingo, con el sábado como día grande, se llevan a cabo en la pedanía actividades sociales, lúdicas y deportivas, como una paellada, juegos tradicionales, torneo de petanca, batucada, partidos de fútbol, juegos acuáticos, concurso de tortilla española, celebración religiosa y procesión de la Virgen del Soto con acompañamiento musical, y finalmente fuegos artificiales.